# Hesperoptenus
Hesperoptenus és un gènere de ratpenats de la família dels vespertiliònids.

## Taxonomia
- Subgènere Hesperoptenus
  - Ratpenat bru fals (Hesperoptenus doriae)
- Subgènere Milithronycteris
  - Ratpenat bru de Blanford (Hesperoptenus blanfordi)
  - Ratpenat bru de Gaskell (Hesperoptenus gaskelli)
  - Ratpenat bru de Tickell (Hesperoptenus tickelli)
  - Ratpenat bru de Tomes (Hesperoptenus tomesi)